# مارینهافه
مارینهافه (به آلمانی: Marienhafe) یک منطقهٔ مسکونی در آلمان است که در آوریش واقع شده‌است.